# Cynthia ate
Cynthia ate är en fjärilsart som beskrevs av Streck. Cynthia ate ingår i släktet Cynthia och familjen praktfjärilar. Inga underarter finns listade i Catalogue of Life.